# Wolfgang Schnecke
Wolfgang Schnecke (* 17. Juli 1944 in Chemnitz, Sachsen; † 24. Juni 2018 in Chemnitz) war ein deutscher Szenenbildner, Regisseur und Mediendesigner.

## Leben
Nach Abitur und kurzer Tätigkeit als Bühnenarbeiter und Beleuchter am Opernhaus in Chemnitz (Karl-Marx-Stadt) begann er seine künstlerische Laufbahn am Städtischen Puppentheater, wo er als Puppenspieler, Puppengestalter und Bühnenbildner arbeitete. Es folgte 1967 ein Engagement als Bühnenbildner, Requisiteur und Grafiker an das satirische Kabarett Leipziger Pfeffermühle. 1970 begann Wolfgang Schnecke eine Tätigkeit als Kamera-Assistent beim Fernsehen der DDR. Er wechselte kurz darauf in die Abteilung Szenenbild und betreute in den folgenden Jahren neben großen Unterhaltungssendungen u. a. Sendereihen wie „Schätzen Sie mal“ und „Mit Lutz und Liebe“. Er gehörte zu den ersten Künstlern, die das damals neue Verfahren der elektronischen Bildmischung (Bluescreen) konsequent gestalterisch einsetzten. In diesem Zusammenhang entstanden bei einer Studioproduktion mit Monika Hauff und Klaus-Dieter Henkler die ersten (später so genannten) Videoclips in der DDR. In Kenntnis der Möglichkeiten dieser Technik konnte er das Verfahren auch auf Produktionen im klassischen Genre anwenden. Beispiele dafür sind die Produktionen „Dresdner Opernpartituren“, wo die Bluescreen-Technik in dieser Form erstmals im Außenbereich eingesetzt wurde, und die Fernsehadaption der Oper „Weiße Nächte“ unter der Regie von Harry Kupfer. Diese Inszenierung war zugleich Bestandteil seiner Diplomarbeit als Bühnenbildner an der Hochschule für Bildende Künste Dresden.
1981 engagierte ihn Gerhard Behrendt als Regisseur für das Trickfilmstudio des DDR-Fernsehens ("Sandmann-Studio"). Hier gestaltete er Vor- und Abspänne für den Abendgruß, Puppentrick- und Flachfigurenfilme und führte u. a. Regie in der Serie „Plumps“. Besonderer Höhepunkt seines Schaffens war eine zehnteilige Puppentrickfilm-Serie nach dem Märchen "Däumelinchen" von H. C. Andersen, die es auch in 45-minütiger Fassung gibt.
Parallel zu seiner Arbeit im Trickfilmstudio des DDR-Fernsehens befasste sich Wolfgang Schnecke seit 1985 mit künstlerischer Computergrafik und -animation, die er auf einem Commodore VC-20 selbst programmierte. Er gehörte zu den ersten Künstlern der DDR, die künstlerische Computergrafik gestalteten. Die Ergebnisse wurden u. a. auf Festivals (Medienkunstfestival Osnabrück, Leipziger Dokumentar- und Kurzfilmwoche, Berlinale) und Kunstausstellungen (Bild und Szene Berlin, Kunstausstellung der DDR 1982/83 und 1987/88) präsentiert.
Nach seiner Tätigkeit beim DDR-Fernsehen wechselte er 1987 in das Videostudio eines großen Werkzeugmaschinenkombinates und arbeitete dort als Regisseur für Videografik. Mit der Währungsunion 1990 begann er eine freiberufliche Tätigkeit als Mediendesigner. Er betreute eine Vielzahl von Unternehmen und gestaltete u. a. auch das erste Corporate Design für das Klinikum Chemnitz und die Ingenieurkammer Sachsen. Er veröffentlichte unter dem Pseudonym "Gastropodus" Aphorismen, die er mit eigenen Computergrafiken illustrierte, und übernahm die komplette journalistische und fotografische Gestaltung eines Buches zum Jubiläum einer Chemnitzer Wohnungsgesellschaft. Wolfgang Schnecke lebte und arbeitete in Chemnitz, wo er nach schwerer Krankheit im Juni 2018 im Alter von 73 Jahren starb.